# José Torres (Boxer)
José „Chegui“ Torres (* 3. Mai 1936 in Ponce, Puerto Rico; † 19. Januar 2009 ebenda) war ein puerto-ricanischer Profiboxer. Als Amateurboxer hatte er die Silber-Medaille im Junior-Mittelgewicht bei den Olympischen Spielen 1956 in Melbourne gewonnen. 1965 besiegte er Willie Pastrano und gewann den WBC und WBA Weltmeistertitel im Halbschwergewicht. Er veröffentlichte 1971 die Biographie „Sting like a Bee: The Muhammad Ali Story“, die auch in Deutschland beim Heyne Verlag veröffentlicht wurde. 1997 wurde er in die International Boxing Hall of Fame aufgenommen. Am 19. Januar 2009 starb José Torres an einem Herzinfarkt.

## Karriere

### Amateurkarriere
Das Boxen begann Torres mit 18 Jahren, als er der United States Army beitrat. Seine einzigen Amateurtitel gewann er in der Armee. Als er 1956 die Silbermedaille bei den Olympischen Spielen in Melbourne gewonnen hatte, befand er sich zu diesem Zeitpunkt noch in der Armee. Das Finale hatte er gegen László Papp aus Ungarn verloren.
Torres trainierte im Empire Sporting Club in New York. 1958 gewann er den Titel im Mittelgewicht der Amateur Athletic Union. Im selben Jahr gewann er in New York beim New York Golden Gloves- Wettbewerb in der Kategorie bis 160 lb.

### Profikarriere
Sein Debüt als Profi feierte er 1958 mit einem K. o. in der ersten Runde gegen George Hamilton in New York. Zwölf weitere Siege in Folge folgten, zehn davon durch K. o. Danach boxte er gegen den ehemaligen Welter- und Mittelgewichts-Champion Benny Paret, bei dem er nach zehn Runden nur ein Unentschieden erzielen konnte. 1963 gab es gegen Florentino Fernández seine erste Niederlage durch k. o.
Im Jahr 1964 besiegte Torres einige Boxer wie Jose Gonzalez, Walker Simmons (zweimal), Frankie Olivera, Gomeo Brennan und späteren Mittelgewichts-Weltmeister Carl Olson. 1965 gewann er gegen den Halbschwergewichts-Weltmeister Willie Pastrano. Damit wurde er der dritte puerto-ricanische Boxweltmeister in der Geschichte.
1966 verteidigte er seinen Titel gegen Wayne Thornton, Eddie Cotton und  Chic Calderwood erfolgreich. Im selben Jahr verlor er seinen Titel an Dick Tiger nach Punkten. 1967 gab es zwischen Dick Tiger und José Torres einen erneuten Rückkampf, den Torres ebenfalls nach Punkten verlor.
Nach diesen beiden Niederlagen kämpfte José Torres nur noch zweimal und beendete 1969 seine Karriere.